# Araonas
Los araonas son una etnia amerindia de la Amazonia establecida en el norte del departamento de La Paz en Bolivia. El idioma araona pertenece a la familia de lenguas tacanas. Desde la promulgación del decreto supremo N.º 25894 el 11 de septiembre de 2000 el araona es una de las lenguas indígenas oficiales de Bolivia, lo que fue incluido en la Constitución Política al ser promulgada el 7 de febrero de 2009.
Practican el seminomadismo, por lo que los araonas viven dispersos, pero tienden al sedentarismo. Practican una agricultura de subsistencia, la caza y la pesca. La recolección de castañas de Pará les permite un ingreso de dinero.

## Historia

Mujer araona fotografiada cerca al Río Beni en 1914.

Durante el siglo XVIII los araonas se resistieron a la integración en el sistema de reducciones jesuitas pero en el siglo XIX algunos grupos araonas se unieron a las misiones del norte del departamento de La Paz. A partir de la década de 1860 los araonas pasaron a integrar la fuerza de trabajo de la cosecha de caucho. La explotación ejercida por los colonos durante la fiebre del caucho y las duras condiciones de vida en las barracas seringueiras diezmaron su población al igual que el de  las otras comunidades amazónicas.
Dos familias araonas escaparon de las barracas a comienzos del siglo XX, constituyendo la comunidad de Puerto Araona. Posteriormente fue establecida la comunidad de Puerto Castañero. Los araonas fueron objeto de estudios lingüísticos a partir de la década de 1950 y la Misión Nuevas Tribus de orientación evangélica comenzó a actuar entre ellos en la década de 1960.

## Población
Los araonas están localizados en el municipio de Ixiamas, en la provincia de Iturralde del departamento de La Paz, principalmente en la remota comunidad de Puerto Araona.
La población que se autoidentificó como araona en el censo boliviano de 2001 fue de 90 personas. Una estimación de la Confederación Nacional de Nacionalidades Indígenas y Originarias de Bolivia (CONNIOB) de 2005 indica que los araonas eran 200, mientras que este número aumentó a 228 en el censo de 2012. De ellos 98 se censaron en el departamento de La Paz, 40 en Santa Cruz, 32 en Beni, 28 en Pando, 21 en Cochabamba, 3 en Chuquisaca, 3 en Tarija, 2 en Oruro y 1 en Potosí.